# Harvest Moon: Tree of Tranquility
Harvest Moon: Tree of Tranquility (牧場物語 やすらぎの樹, Bokujō Monogatari: Yasuragi no Ki) (também conhecido como Harvest Moon: Tree of Peace) é um videogame de simulação de fazenda, sendo lançado  pela Marvelous Interactive Inc., exclusivamente para o console Wii, da Nintendo. Este é o primeiro título da série Harvest Moon lançado originalmente para Wii é descrito pelo dono do site em Japonês como "simulação de vida que aquece o coração".

## Jogabilidade
Usar as ferramentas com mais frequência pela fazenda, minas, rios e oceanos, faz com que seu personagem se torne mais proficiente com elas. Isto permite-lhe, por exemplo, cultivar mais parcelas de terra com um golpe, regar várias parcelas de uma só vez, pescar peixes mais raros, ou golpear uma pedra ou árvore com mais força. Dependendo de quanta habilidade você tiver, trabalhar em seu jardim ou animais pode levar a maior parte do dia. É aqui onde ser capaz de fazer mais com menos esforço tem uma vantagem: mover o Wii Remote faz com que o personagem do jogador use qualquer item que ele possa estar segurando.
Há novos animais, como avestruzes, que os jogadores podem obter. Há também animais de estimação que o jogador pode "adotar", localizados em diversos pontos da ilha. Isto é feito obtendo uma quantidade suficiente de corações deles, e depois escolhendo adotá-los. Entretanto os jogadores só podem ter um número limitado de animais adotados em sua fazenda em um momento, por isso as escolhas devem ser feitas com cuidado.

## Enrendo
Você se mudou para uma cidade em uma ilha que já foi encantada. No entanto, já fazem anos desde que a mística Mother Tree demonstrou quaisquer sinais de vida e Harvest Goddess da colheita desapareceu. A ilha perdeu sua conexão com a natureza e os moradores não sabem o que fazer. Cultive a terra, seja amigável com os animais, crie amizades e construa uma família para ajudar a salvar a ilha!

## Sequencia
Uma sequência foi lançada no Japão em 2008 com o nome "Waku Waku Animal March" pela Marvelous Entertainment. É, também para Wii, e os mesmos designers trabalharam nele.